# White Space (TV)
 For alternative betydninger, se White Space. (Se også artikler, som begynder med White Space)
White Space er den ledige plads mellem digitale og analoge TV-frekvenser.
Frekvensbåndet fra 470 MHz til 790 MHz bliver brugt til TV i Danmark  (2012).
I forskellige dele af landet friholdes forskellige frekvenser – white spaces – med det formål at undgå forstyrrelser mellem forskellige TV-sendere.
I 2012 er der på landsplan ca. 100 MHz ledig båndbredde, som kan anvendes uden tilladelse af trådløse mikrofoner med en maksimal sendestyrke på 50 mW.
De ledige frekvenser kan anvendes til trådløst internet, hvilket for nuværende, 2012, ikke er tilladt.